# Poecilotheria regalis
Poecilotheria regalis é uma espécie de aranha pertencente à família Theraphosidae (tarântulas).
Nome comum: "Indian Ornamental"
Apesar de ter um nome simpático, é uma espécie muito venenosa, muito agressiva e uma das mais rápidas da natureza. Provavelmente é a tarântula mais perigosa distribuída entre os criadores. Uma picada da Indian Ornamental implicará seguramente em internação hospitalar, pois seu veneno é ativo no homem. Sua criação somente deve ser feita por profissionais qualificados.

## Fotos

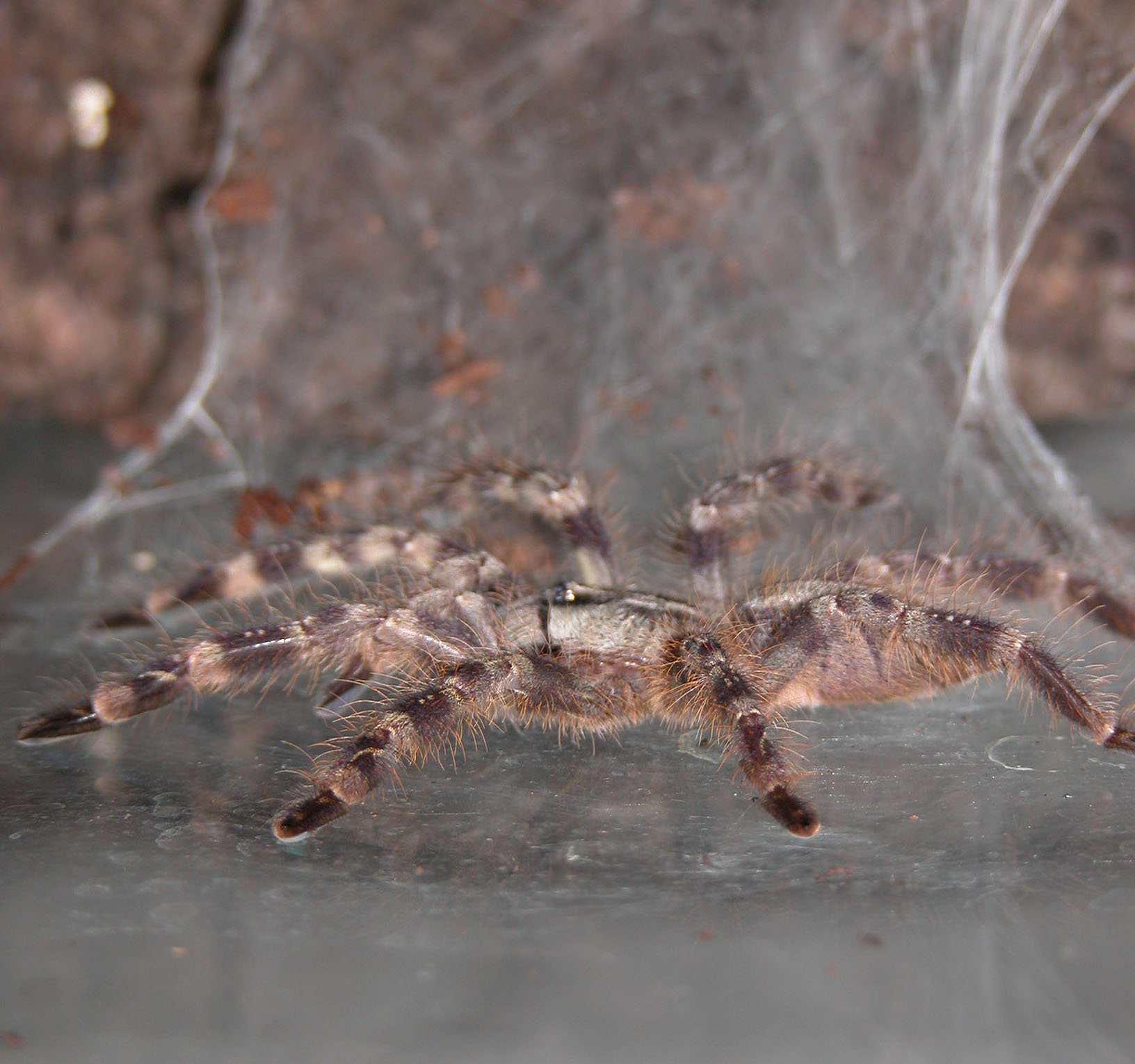
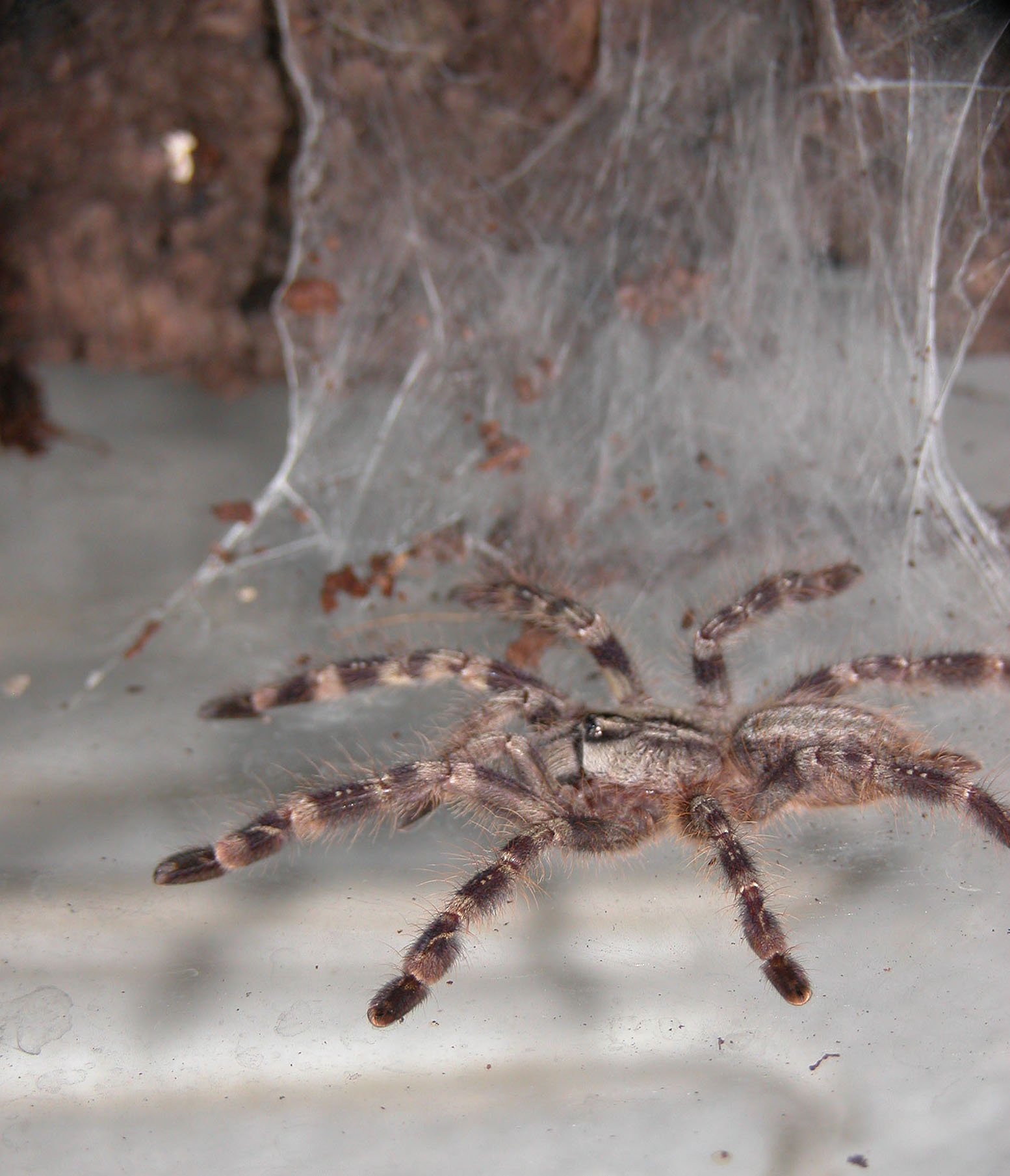
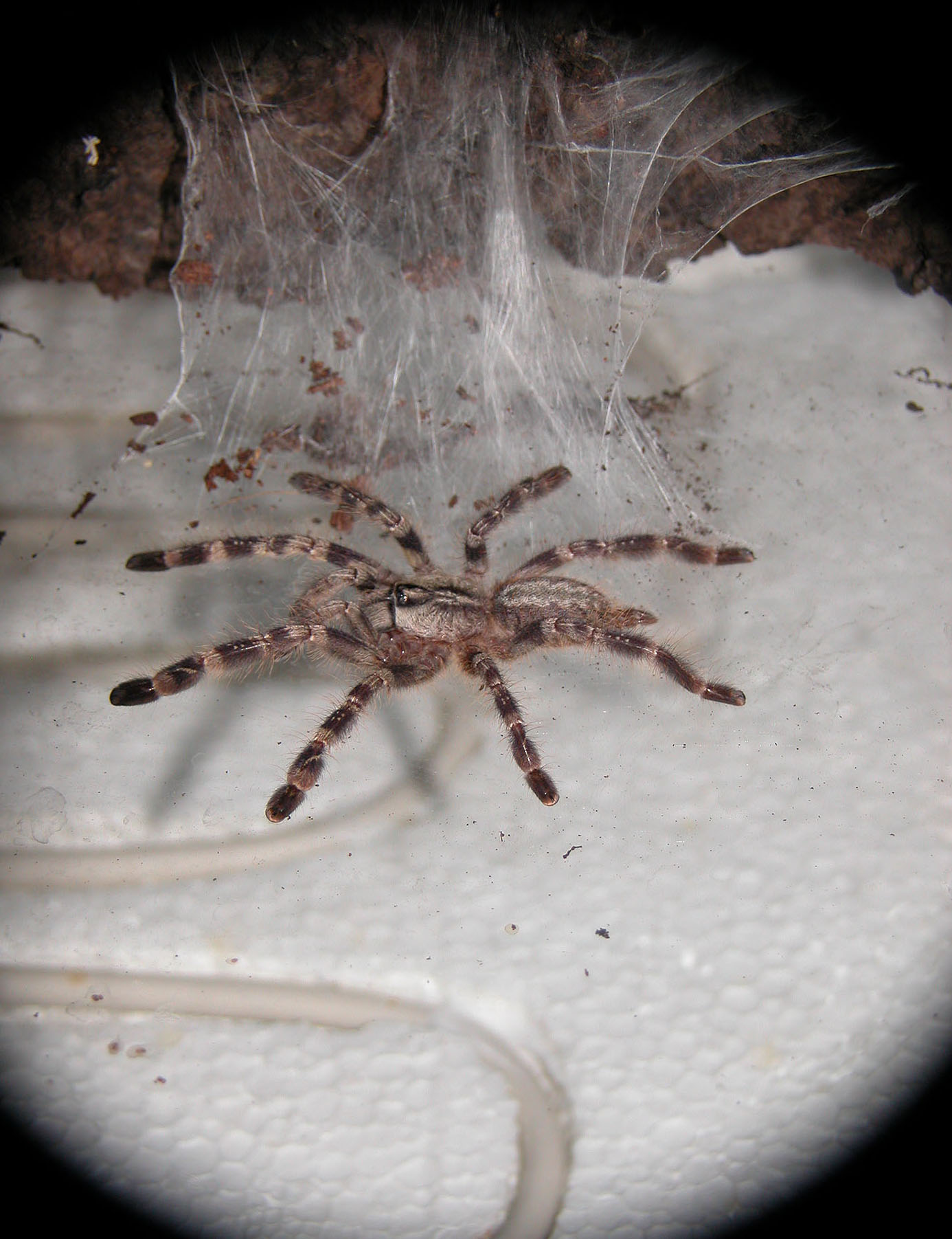